# 霍爾鎮區 (伊利諾伊州比羅縣)
霍爾鎮區（英語：Hall Township）是位於美國伊利諾伊州比羅縣的一個行政鎮區。

## 地方資料
根據2010年美國人口普查的數據，霍爾鎮區的面積為98.10平方千米，當中陸地面積為96.40平方千米，而水域面積為1.70平方千米。當地共有人口8300人，而人口密度為每平方千米84.61人。